# Kacey Musgraves
Kacey Lee Musgraves (Mineola, 21 agosto 1988) è una cantautrice, produttrice discografica e televisiva statunitense.
Otto volte vincitrice ai Grammy Award, riconosciuta con l'Innovator Award ai Billboard Women in Music e detentrice di sette Academy of Country Music Awards e cinque CMA Awards, è divenuta una degli artisti di maggior successo del contemporary country.
La cantautrice ha iniziato la propria carriera tramite il programma televisivo Nashville Star, dove arrivò alla settima posizione. Il primo album Same Trailer Different Park viene acclamato positivamente dalla critica e le fa ottenere due Grammy e un Academy of Country Music Award. I successivi due album Pageant Material e il natalizio A Very Kacey Christmas ricevono un discreto successo nell'industria musicale statunitense. Il quarto album in studio Golden Hour garantisce alla cantante il successo anche nelle classifiche internazionali, vincendo inoltre quattro Grammy Awards, tra cui l'ambita categoria dell'album dell'anno.
Nel 2021 pubblica il quinto album in studio Star-Crossed , terzo album della cantautrice a esordire tra le prime dieci posizioni della Billboard 200. Nel 2023 collabora con Zach Bryan nel brano I Remember Everything, che ha esordito al primo posto della classifica Billboard Hot 100 e ha vinto un Grammy Award per la migliore performance country di duo o gruppo. Il sesto album in studio Deeper Well è stato pubblicato il 15 marzo 2024.
Ha scritto e composto per alcune delle più grandi voci della musica country, tra cui Martina McBride, Miranda Lambert, Gretchen Wilson e Deana Carter.

## Carriera

### Gli inizi eSame Trailer Different Park(2008 – 2014)

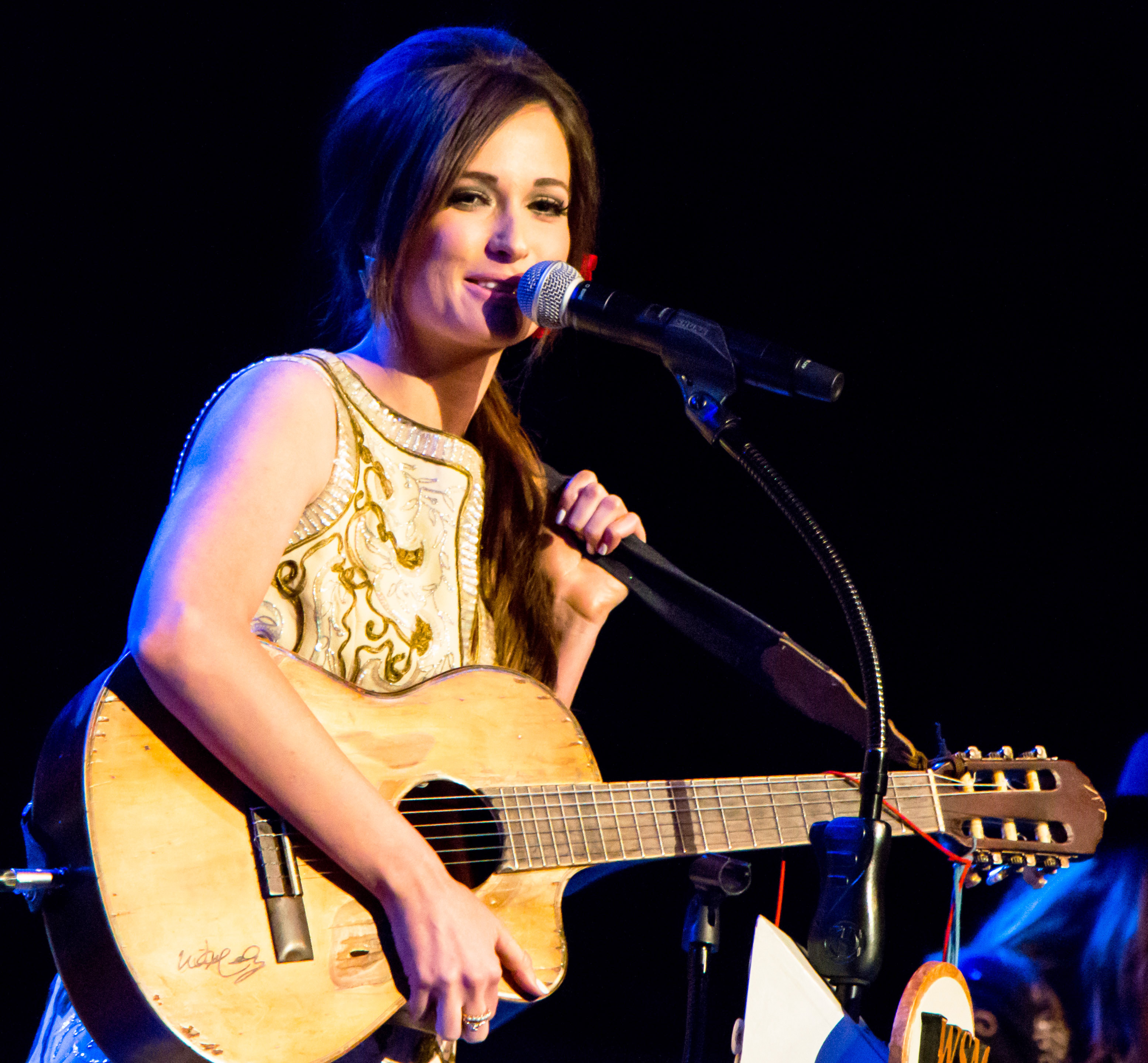
Kacey Musgraves al Ryman Auditorium durante il Grand Ole Opry del 2014

Kacey Musgraves è stata scoperta professionalmente nel 2008 mentre viveva ad Austin tramite il produttore Monte Robison per la sua etichetta discografica indipendente, Triple Pop. Due registrazioni acustiche di Apologize dei OneRepublic e See You Again di Miley Cyrus sono disponibili in un EP digitale pubblicato nel 2012. Nello stesso anno ha suonato dal vivo con i Lady A nel Regno Unito.
Successivamente ha firmato un contratto per la Mercury Records, pubblicando come singolo di debutto Merry Go 'Round. Il brano viene inserito nell'album Same Trailer Different Park, pubblicato nel marzo 2013 ed entrato alla 2ª posizione della Billboard 200 e alla prima della Top Country Albums statunitense. È stato certificato disco di platino dalla Recording Industry Association of America con più di un milione di copie vendute. Come secondo singolo è stato scelto Follow Your Arrow, che ha raggiunto la top ten della Hot Country Songs. Entrambi i brani sono stati certificati platino negli Stati Uniti.
Nel 2014 la Musgraves è stata candidata per quattro Grammy Awards nelle categorie Miglior artista esordiente, Miglior canzone country con Mama's Broken Heart (scritta per Miranda Lambert) e Merry Go 'Round e Miglior album country con Same Trailer Different Park, trionfando con queste ultime due. Successivamente si è esibita in alcune date dei tour di Katy Perry, Willie Nelson e Alison Krauss.

### Pageant MaterialeA Very Kacey Christmas(2015 – 2016)
Nel settembre 2014 Musgraves ha confermato la stesura e composizione di varie canzoni per il suo secondo album. Il primo singolo, Biscuits, è stato lanciato a marzo 2015 ed è stato piazzato in prima posizione in una lista stilata da Billboard delle dieci migliori canzoni country dell'anno.
Il disco, intitolato Pageant Material, è uscito nel giugno dello stesso anno ed è stato acclamato dalla critica. Ha debuttato al 3º posto della Billboard 200, al primo della Top Country Albums e al 6º della Billboard Canadian Albums. Ai Grammy Awards 2016 è stato selezionato come Miglior album country.
Nel settembre 2016 Musgraves ha annunciato l'uscita del suo primo album natalizio, A Very Kacey Christmas. L'album, che contiene otto canzoni classiche e quattro originali, è stato distribuito ad ottobre 2016 e ha visto la partecipazione per la parte tecnica di Chris Stapleton. A sostegno del progetto ha svolto un tour a tema natalizio. Ha poi raggiunto l'11ª posizione della Top Country Albums e la 9ª della Top Holiday Albums.

### Golden HoureThe Kacey Musgraves Christmas Show(2017 – 2019)

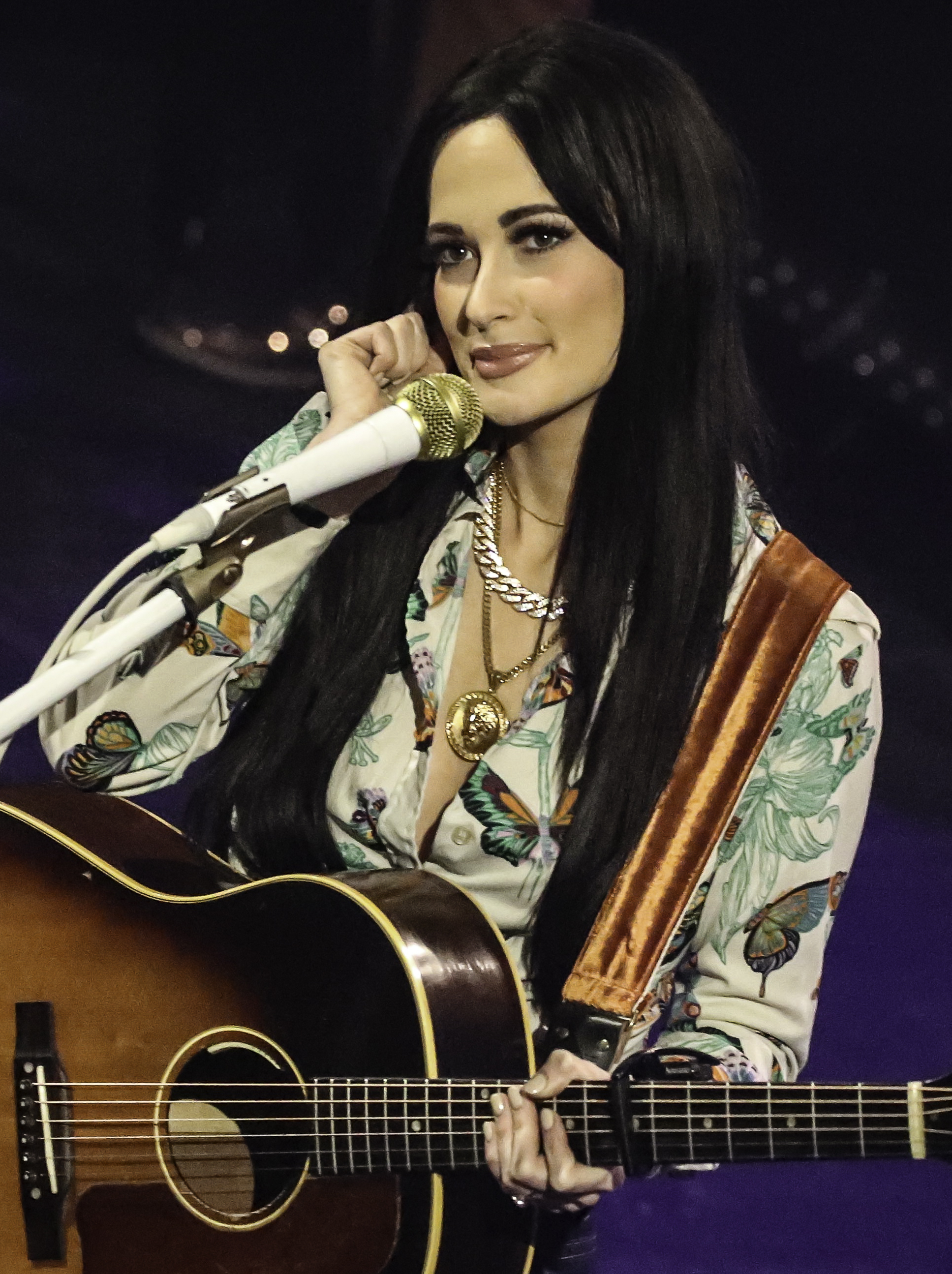
Kacey Musgraves in una performance al Palace Theatre a Saint Paul, Minnesota, nel 2019

Nel 2017 la cantante ha collaborato vocalmente ad una cover di All the Best di John Prine per l'album Welcome Home della Zac Brown Band. Il 12 dicembre 2017 ha annunciato il titolo del suo quarto album Golden Hour tramite Entertainment Weekly. Anticipato dai singoli Butterflies, Space Cowboy e High Horse, è stato reso disponibile nel mese di marzo ed è stato acclamato universalmente dalla critica. Oltre ad esordire rispettivamente 4° e primo nella Billboard 200 e nella Top Country Albums, è riuscito ad entrare anche nella top ten britannica e tra le prime quindici posizioni in Canada e in Norvegia. Tra giugno e luglio la cantante è stata l'artista di apertura della tappa nordamericana del primo tour di Harry Styles, mentre ad ottobre ha intrapreso il Oh, What a World Tour.
Ai Grammy Awards del 2019 ha vinto tutte e quattro le candidature ricevute: Golden Hour è stato riconosciuto come Album dell'anno e Miglior album country, mentre Space Cowboy e Butterflies hanno vinto rispettivamente come Miglior canzone country e Miglior interpretazione country solista. Il disco è stato riconosciuto come Album dell'anno anche agli Academy of Country Music Awards e ai Country Music Association Awards, diventando il terzo album nella storia, dopo la colonna sonora di Fratello, dove sei? e Fearless di Taylor Swift a vincere la medesima categoria nelle tre premiazioni.
Successivamente Musgraves ha collaborato con Brooks & Dunn in una nuova versione del loro singolo Neon Moon, inclusa nel loro album Reboot, e ha interpretato una cover di All Is Found, canzone originale di Frozen II - Il segreto di Arendelle, trasmessa durante i titoli di coda del film. A novembre 2019 è stato trasmesso su Prime Video lo speciale natalizio The Kacey Musgraves Christmas Show, la cui colonna sonora ha visto la partecipazione di artisti come Camila Cabello, Troye Sivan e Lana Del Rey.

### Star-CrossedeDeeper Well(2020 – presente)
Nel dicembre 2020 Kacey Musgraves ha partecipato al remix del singolo Easy di Troye Sivan, prodotto da Mark Ronson. A febbraio 2021 ha annunciato di star lavorando al suo quarto album. Il disco, intitolato Star-Crossed, è stato messo in commercio il 10 settembre 2021 ed è stato accompagnato da un film distribuito su Paramount+. Il progetto è divenuto il quarto dell'artista a esordire alla prima posizione della Billboard Top Country Albums e ha raggiunto la terza posizione della Billboard 200.
Nel 2023 collabora con Zach Bryan nel brano I Remember Everything, che è divenuto il primo numero uno della cantante nella Billboard Hot 100. Il brano ha inoltre vinto un Grammy Award per la migliore performance country di duo o gruppo. Nello stesso anno Musgraves ha prodotto, insieme a Reese Witherspoon, il programma di competizione di musica country di Apple TV+ My Kind of Country. Il 15 marzo 2024 pubblica il sesto album in studio Deeper Well.

## Influenze musicali
Kacey Musgraves ha indicato John Prine come artista preferito e Alison Krauss come ispirazione per la propria carriera. Per il suo secondo album si è ispirata a Bobbie Gentry, Glen Campbell, Marty Robbins, Loretta Lynn e Roger Miller. Al di fuori degli Stati Uniti la cantante fa riferimento a Ryan Adams, Neil Young, Imogen Heap, Bee Gees e Electric Light Orchestra.
L'artista cita inoltre Lee Ann Womack e Dolly Parton, dichiarando a Billboard che la Parton «è senza paura e ammiro molto il suo spirito ed è molto gentile. È molto presente quando le parli e io la amo così tanto [...] bellezza, sex appeal, cervello, spirito, umorismo, una cantautrice eccezionale con un'ottima scrittura dei brani, sostenitrice dei diritti LGBT ancor prima che divenisse una causa pubblica».
La Musgraves sostiene anche altri generi musicali come il pop, in particolare la performance del brano country Daddy Lessons di Beyoncé con le Dixie Chicks ai Country Music Association Awards 2016, dichiarando di aver ascoltato più volte il visual album Lemonade. L'artista ha espresso più volte la reciproca stima nel confronti di Katy Perry, sia come artista che come cantautrice. Inoltre ha accettato di andare in tour con il cantante pop Harry Styles dichiarando: «Quindi perché no? Il country e il pop stanno andando a braccetto da un po' di tempo, abbiamo superato il confine ormai».

## Controversie

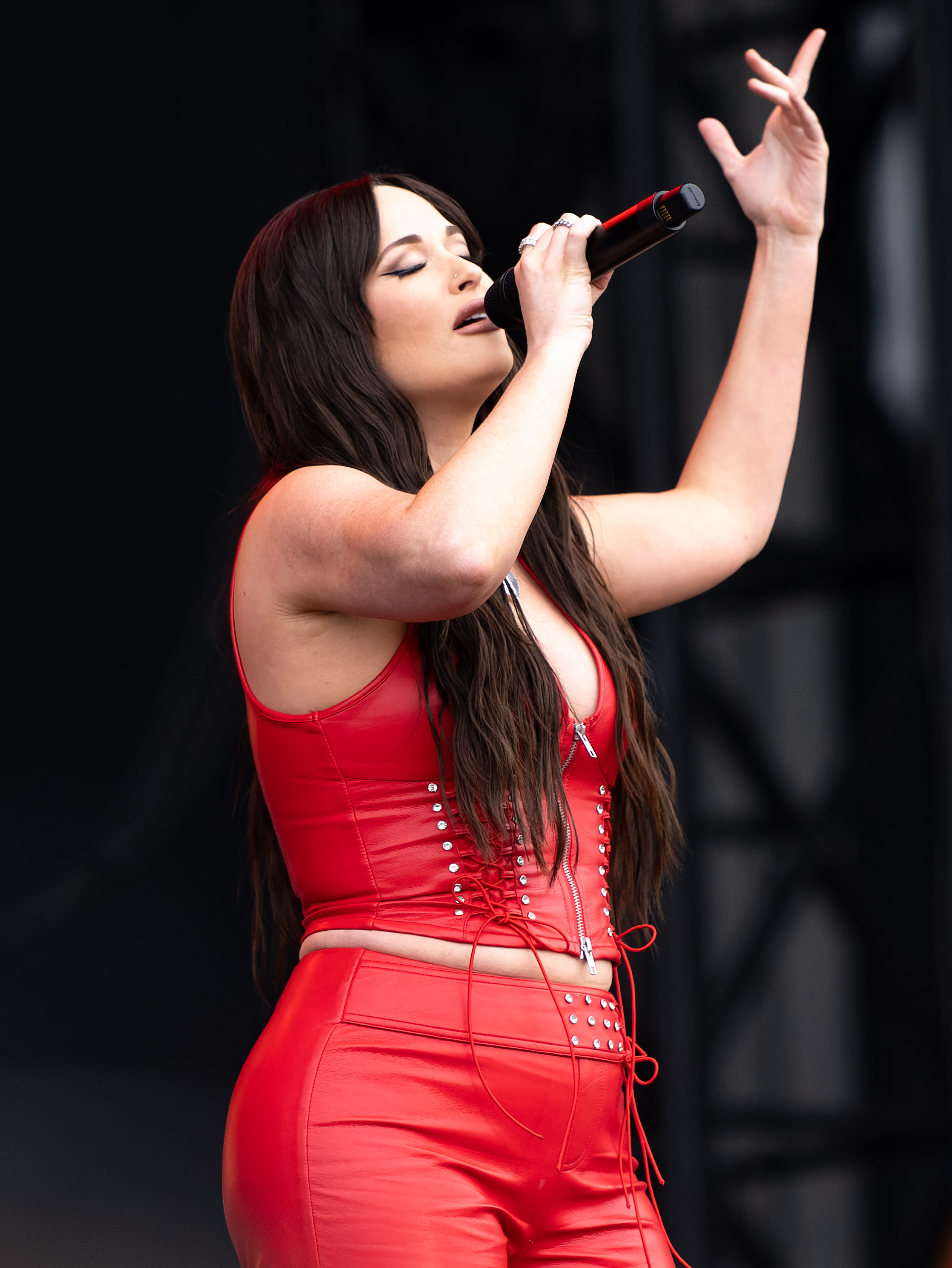
Kacey Musgraves al Primavera Sound Festival nel 2022

La Musgraves è conosciuta per i suoi testi filo-progressisti nel genere musicale country, tendenzialmente conservatore. La sua musica ha affrontato temi come l'accettazione della comunità LGBT, i rapporti sessuali sicuri, l'uso ricreativo della marijuana e la messa in discussione del sentimento religioso.
In un'intervista al Wall Street Journal la cantautrice ha dichiarato: «Le cose di cui sto cantando non sono controverse per me [...] parlo di fatti e cose di cui ho l'impressione che un sacco di persone in tutto il mondo stanno attraversando». A Vanity Fair ha affermato: «Ho ricevuto l'appellativo "ribelle" o "fuorilegge", e credo che in parte sia perché sono una donna. Ma è piuttosto impreciso se si considerano le radici della musica country [...] perché un genere musicale che riflette storie reali non dovrebbe stare al passo con i tempi di oggi?». Riguardo al maschilismo nel mondo dello show business ha dichiarato: «Quando un artista perde ad una premiazione, se è una donna deve sorridere e non rimanerci male, ma se un uomo fa la faccia dura, non lo criticano. Ci sono indizi che ci si sta progredendo, ma non ho ancora visto nessuna prova concreta».
Grandy Smith per The Guardian descrive il cantautorato della Musgraves come «un linguaggio semplice, immagini tattili e una generosa dose di umorismo per dipingere ritratti ricchi di sfumature su ciò che significa veramente aprire le proprie tracce nonostante il giudizio altrui. [...] La magia della scrittura di Musgraves sta nel non vendere evasione [...] ha un modo di far sentire speciali le persone non dicendo loro che sono speciali, ma ricordando allo stesso tempo che nessuno lo è veramente, diversamente dalle artisti pop come Christina Aguilera, Katy Perry o Lady Gaga. In molte delle sue canzoni invita a fare semplicemente ciò che vuoi, niente di più e niente di meno. E sta compiendo passi intenzionali per fare di quel messaggio un vero e proprio tema della sua scrittura. [...] Quando le persone scrivono di Musgraves, tendono a dire che è un'artista country che potrebbe piacere ai gay o ai liberali, ma questa linea di pensiero è applicabile a una fascia molto più ampia del mondo, compresi quelli che non sono d'accordo con lei. Anche questo è seguire la sua corrente di pensiero».
Glamour ha affermato: «Il menefreghismo è ciò che la rende speciale, ma Musgraves non si interessa nemmeno di questo. In altre parole [...] significa libertà di creare canzoni che non si adattano alle attuali tendenze nazionali di Trump o alle pressioni della sua etichetta discografica. Ciò vuol dire mescolare narrazione personale con l'anima, pubblicando testi moderni e suoni più tipici del pop. La cantante non cerca di piacere a nessuno, e il risultato è una discografia che è un forte richiamo per critici, pubblico e collaboratori. Potrebbe essere l'unica artista country a usufruire di un vocoder e ritmi da discoteca».

## Vita privata
Nel 2014, in un'intervista per ABC Radio, Kacey Musgraves ha raccontato di aver avuto una relazione con il compagno di band Misa Arriaga per diversi anni.
La Musgraves e il cantautore Ruston Kelly, dopo un primo incontro al Bluebird Café di Nashville, nel maggio 2016 si sono ritrovati per una seduta in studio in prospettiva della stesura di alcuni brani. Da lì a poco hanno iniziato a frequentarsi, sposandosi infine il 14 ottobre 2017, nel Tennessee. Nel luglio 2020 la coppia ha annunciato il divorzio, finalizzandolo nel settembre successivo.

## Discografia

### Album in studio
- 2013 – Same Trailer Different Park
- 2015 – Pageant Material
- 2016 – A Very Kacey Christmas
- 2018 – Golden Hour
- 2021 – Star-Crossed
- 2024 – Deeper Well

### Colonne sonore
- 2019 – The Kacey Musgraves Christmas Show

## Filmografia

### Produttrice
- My Kind of Country, game show (2023)

## Tournée

### Artista principale
- 2013-15 – Same Trailer Different Tour
- 2015-16 – The Kacey Musgraves Country & Western Rhinestone Revue
- 2016 – A Very Kacey Christmas Tour
- 2018-19 – Oh, What a World: Tour
- 2019 – Oh, What a World: Tour II
- 2022 – Star-Crossed: Unveiled

### Artista d'apertura
- 2012 – 50th Anniversary Tour di Loretta Lynn
- 2012 – Own the Night Tour dei Lady Antebellum
- 2013 – Tornado Tour dei Little Big Town
- 2013 – No Shoes Nation Tour di Kenny Chesney
- 2013-14 – Take Me Downtown Tour dei Lady Antebellum
- 2014 – Together in Concert di Willie Nelson & Family e Alison Krauss & Union Station
- 2014 – The Prismatic World Tour di Katy Perry
- 2016 – Strait to Vegas di George Strait
- 2018 – The Breakers Tour dei Little Big Town
- 2018 – Harry Styles: Live on Tour di Harry Styles

## Riconoscimenti
Academy of Country Music Awards

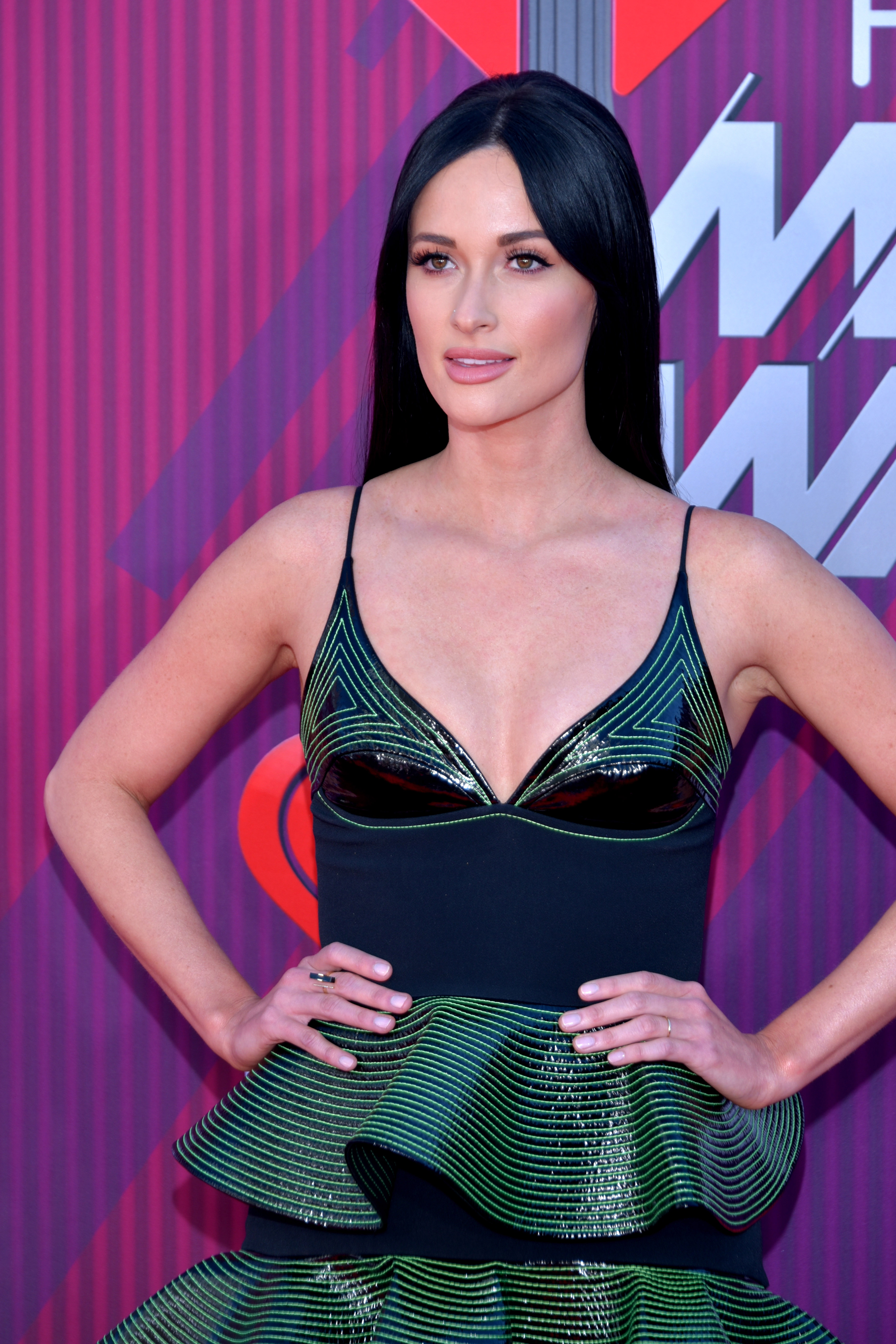
Musgraves agli iHeartRadio Music Awards 2019.

- 2013 – Candidatura alla cantante femminile dell'anno[61]
- 2013 – Candidatura alla cantante femminile esordiente dell'anno[61]
- 2013 – Candidatura al video musicale dell'anno[61]
- 2014 – Candidatura alla cantante femminile dell'anno[62]
- 2014 – Album dell'anno per Same Trailer Different Park[62]
- 2014 – Candidatura alla canzone dell'anno per Mama's Broken Heart[62]
- 2014 – Candidatura al video musicale dell'anno per Blowin' Smoke[62]
- 2016 – Candidatura alla cantante femminile dell'anno[63]
- 2016 – Candidatura al video musicale dell'anno per Biscuits[63]
- 2017 – Candidatura alla cantante femminile dell'anno[64]
- 2019 – Cantante femminile dell'anno[65]
- 2019 – Premio internazionale[66]
- 2019 – Album dell'anno per Golden Hour[65]
- 2019 – Candidatura alla canzone dell'anno per Space Cowboy[65]
- 2020 – Candidatura alla cantante femminile dell'anno[67]
- 2020 – Candidatura al singolo dell'anno per Rainbow[67]

American Music Award
- 2014 – Candidatura all'artista country femminile preferita[68]
- 2021 – Candidatura all'artista country femminile preferita

Americana Music Honors & Awards
- 2016 – Candidatura alla canzone dell'anno per Dime Store Cowgirl[69]
- 2019 – Candidatura all'artista dell'anno[70]

Billboard Music Awards
- 2019 – Candidatura alla Miglior artista country femminile[71]

Country Music Association Awards
- 2013 – Candidatura alla cantante femminile dell'anno[72]
- 2013 – Artista esordiente dell'anno[72]
- 2013 – Candidatura all'album dell'anno per Same Trailer Different Park[72]
- 2013 – Candidatura alla canzone dell'anno per Mama's Broken Heart[72]
- 2013 – Candidatura alla canzone dell'anno per Merry Go 'Round[72]
- 2013 – Candidatura al singolo dell'anno per Merry Go 'Round[72]
- 2014 – Candidatura alla cantante femminile dell'anno[73]
- 2014 – Candidatura alla canzone dell'anno per Follow Your Arrow[73]
- 2014 – Candidatura al video dell'anno per Follow Your Arrow[73]
- 2015 – Candidatura alla cantante femminile dell'anno[74]
- 2015 – Candidatura all'album dell'anno per Pageant Material[74]
- 2015 – Candidatura al video dell'anno per Biscuits[74]
- 2016 – Candidatura alla cantante femminile dell'anno[75]
- 2016 – Premio internazionale[76]
- 2018 – Candidatura alla cantante femminile dell'anno[77]
- 2018 – Album dell'anno per Golden Hour[77]
- 2019 – Cantante femminile dell'anno[78]
- 2019 – Candidatura alla canzone dell'anno per Rainbow[78]
- 2019 – Video musicale dell'anno per Rainbow[78]
- 2019 – Premio internazionale[76]
- 2020 – Candidatura alla cantante femminile dell'anno[79]

CMT Music Awards
- 2013 – Candidatura al video rivelazione dell'anno per Merry Go 'Round[80]
- 2013 – Candidatura al video femminile dell'anno per Merry Go 'Round[80]
- 2014 – Candidatura al video dell'anno per Follow Your Arrow[81]
- 2014 – Candidatura al video femminile dell'anno per Follow Your Arrow[81]
- 2016 – Candidatura al video femminile dell'anno per Biscuits[82]
- 2019 – Candidatura al video dell'anno per Rainbow[83]
- 2019 – Candidatura al video femminile dell'anno per Space Cowboy[83]
- 2019 – Candidatura al video femminile dell'anno per Justified

Grammy Awards
- 2014 – Candidatura al Miglior artista esordiente[84]
- 2014 – Miglior album country per Same Trailer Different Park[84]
- 2014 – Miglior canzone country per Merry Go 'Round[84]
- 2014 – Candidatura alla miglior canzone country per Mama's Broken Heart[84]
- 2016 – Candidatura al miglior album country per Pageant Material[85]
- 2019 – Album dell'anno per Golden Hour[86]
- 2019 – Miglior album country per Golden Hour[86]
- 2019 – Miglior canzone country per Space Cowboy[86]
- 2019 – Miglior interpretazione country solista per Rainbow[86]
- 2022 – Candidatura alla miglior canzone country per Camera Roll
- 2022 – Candidatura alla miglior interpretazione country solista per Camera Roll
- 2024 – Candidatura alla miglior canzone country per I Remember Everything
- 2024 – Miglior interpretazione country di un duo o gruppo per I Remember Everything

iHeartRadio Music Awards
- 2019 – Miglior cover per You're Still the One (con Harry Styles)[87]

People's Choice Awards
- 2016 – Candidatura alla cantante country femminile preferita[88]